# Outsider house
Per outsider house, anche conosciuta come outsider dance e raw house, si intende un sottogenere della musica house che sfrutta sonorità in bassa fedeltà. Tra gli artisti dello stile vi sono Laurel Halo, Anthony Naples, Dan Friel, Huerco S, DJ Sabrina the Teenage DJ, Delroy Edwards e Naked Flames.

## Descrizione

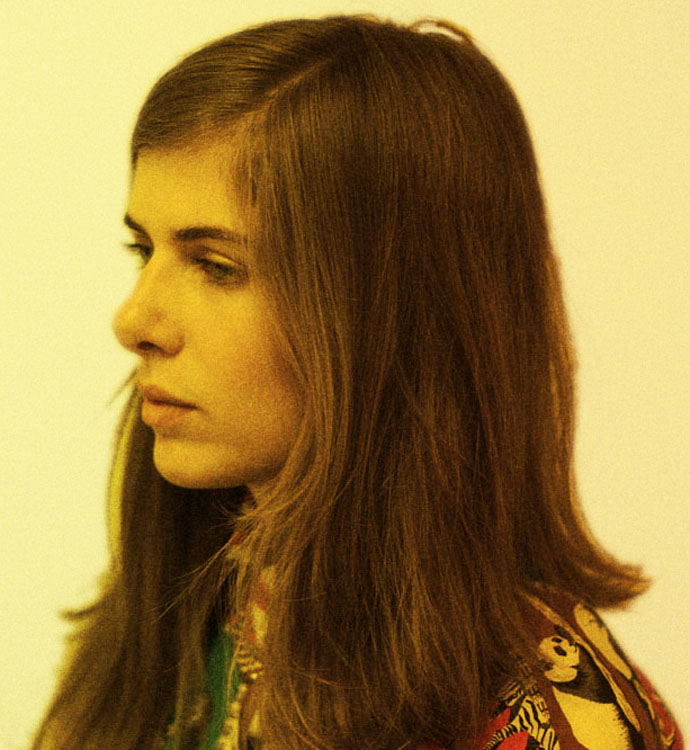
Laurel Halo nel 2010

L'outsider house viene descritta come una variante in bassa fedeltà e rumorista della musica house con contaminazioni deep house, techno e ambient, fattori che la distinguono dalle EDM e la deep house di carattere mainstream.
Il termine "outsider dance" venne coniato nel 2012 da DJ Ben UFO durante un programma radiofonico trasmesso su Rinse FM e approfondito dal giornalista musicale Scott Wilson, il quale, in un articolo dello stesso anno, lo utilizzò per indicare produttori ed etichette che «operano nelle frange delle frange (musicali)» tra cui Laurel Halo e Anthony Naples. Tuttavia, lo stesso Ben UFO sostenne che il termine fosse solo una "formula estemporanea", augurandosi che non attecchisse. Stando alla sua dichiarazione, «Non mi rende davvero felice sapere che (l'outsider dance) sia stata considerata un genere. Penso infatti che non renda giustizia agli artisti e la loro musica (...) (Gli artisti outsider dance) sono miei amici, andiamo d'accordo e ci sosteniamo a vicenda».

## Generi derivati

### Lo-fi house
Intorno alla metà degli anni 2010 prese piede un genere noto come lo-fi house. Artisti lo-fi house come DJ Seinfeld, DJ Boring e Ross From Friends sfruttano i suoni ruvidi dell'outsider house e l'estetica malinconica, ironica e postmoderna della vaporwave per creare brani che, «assomigliano a una melanconica house degli anni novanta, registrata su cassetta e confezionata con un'ironia tipica dell'epoca Internet». Etichette considerate lo-fi house comprendono la L.I.E.S., la 1080p e la Lobster Theremin, i cui artisti producono una musica grezza, distorta e astratta, con percussioni smorzate, sintetizzatori modulati, campionamenti percussivi e suoni jazz pianistici.